# تینو اسکوتی
تینو اسکوتی (ایتالیایی: Tino Scotti؛ ۱۶ نوامبر ۱۹۰۵ – ۱۶ اکتبر ۱۹۸۴) بازیگر اهل ایتالیا بود. از فیلم‌هایی که وی در آن نقش داشته‌است، می‌توان به ایزابلا، دوشس شیاطین، زندگی سگی، زوزه، به من نگو!، عاشق مجنون‌وار، تمام رم در برابر او لرزید و میلیاردر میلان اشاره کرد.